# La Colline au phare
La Colline au phare – en anglais Lighthouse Hill – est un tableau réalisé par le peintre américain Edward Hopper en 1927. Cette huile sur toile est un paysage qui représente en légère contre-plongée le petit promontoire où se dressent le phare de Cape Elizabeth et une maison voisine, sur la côte du comté de Cumberland, dans le Maine. L'œuvre, issue d'un don  en 1958 de Mr et Mme Maurice Purnell, est conservée depuis au musée d'Art de Dallas, à Dallas, au Texas.
Le même sujet architectural sera repris sous un angle opposé en 1929 sous le titre The Lighthouse at Two Lights :

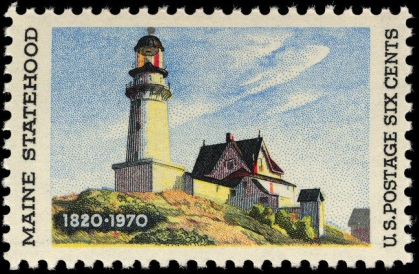
The Lighthouse at Two Lights dans un timbre de 1970.